# ポエッツ・オブ・ザ・フォール
ポエッツ・オブ・ザ・フォール（英語:Poets of the Fall）は、2003年に結成されたフィンランドのロックバンド。
ビデオゲーム開発会社とのパートナーシップで知られており、最も有名なのがRemedy Entertainmentとのパートナーシップである。『マックス・ペイン2：ザ・フォール・オブ・マックス・ペイン』（2003年）、『Alan Wake』（2010年）、『Alan Wake's American Nightmare』（2012年）、『Control』（2019年）、『Alan Wake 2』 （2023年）の曲を書いており、マックス・ペイン2以外の4作は「Old Gods of Asgard」というバンドネームで、よりヘビーなスタイルで書かれている。
メランコリックなメロディを特徴とし、フィンランドでは10万枚以上のアルバムを売り上げている。代表曲に「Carnival of Rust」、「Lift」、「Cradled in Love」、「Daze」、「War」などがある。

## 来歴

### バンドの結成・デビュー
2001年にボーカルのマルコ・サーレスト (Marko Saaresto）、ギタリストのオッリ・トゥキアイネン （Olli Tukiainen）で前身となるバンドPlaygroundを結成し、1枚のアルバムを制作したものの、契約レーベルが見つからなかった。
そんな中、2002年に転機が訪れる。マルコの友人であり、レメディー・エンターテインメントのサム・レイクが制作中のゲームソフト「Max Payne 2」のために曲を書いてほしいと依頼してきたのだ。レイクの書いた詩を元に書き上げられた楽曲「Late Goodbye」は、ゲームのエンディング曲及び主題として使用された。この曲のプロデュースを行ったマルクス・“キャプテン”・カーロネン（Markus “Captain” Kaarlonen）も、この仕事を通じてバンドに加入する。
キャプテンがベンチマークソフトの開発を行うFuturemarkの元従業員でもあったこともあり、バンドは2005年版のベンチマークソフト「3DMark」の楽曲提供オファーを受け、「Lift」を提供している。
また、バンドは自由な活動を継続すべく、独立レーベルInsomniacを設立。そこから全ての楽曲リリースを行っている。
デビューアルバム『Signs of Life』は2005年1月のフィンランドアルバムチャートで初登場1位を獲得し、その年のチャートに留まり続けた。翌年2006年4月には2ndアルバム『Carnival of Rust』をリリースし、初登場１位を獲得。その時点でもデビューアルバムはチャート40位以内を守っていた。今日その2枚のアルバムはフィンランドでプラチナ（3万枚以上）を売り上げている。3rdアルバム『Revolution Roulette』は2008年8月にリリース。1位を獲得するとリリースから2週間でゴールド（1万5千枚以上）を突破した。

### ～現在
2010年3月に4thアルバム『Twilight Theater』をリリース。1週間でゴールドを売り上げ、フィンランドチャート史上初めてデビューから4枚連続1位を獲得するという快挙を達成した。
2011年には初となる楽曲とビデオのコンピレーションアルバム 『Alchemy Vol.1』をリリース。
2012年3月には5枚目のスタジオアルバム『Temple of Thought』をリリースしヒットを記録。
2013年には、バンド初のライブDVD「Live in Moscow」をリリース。
2014年9月には6thアルバム『Jealous Gods』をリリースし初登場1位を記録。
2016年には7thアルバム『Clearview』を発売。ストックホルムのパークスタジオで著名なプロデューサー、ステファン・ボーマンと共同プロデュースを行ったアルバムは数々の国のチャートでTOP10を獲得するなど成功を収め、2017年末まで行ったツアーでは、イギリス、インド、中央ヨーロッパ各国を訪れた。
2018年には8thアルバム『Ultraviolet』を発売。フィンランドチャート1位を獲得した。アルバムからの先行シングルとして「False Kings」、「Dancing on Broken Glass」がリリースされた。3rdシングル「The Sweet Escape」は、バンドの新たな挑戦としてフランス語バージョンもリリースされた。
2020年には、フィンランドの名高い劇場Alexander Theatreで収録した12曲のアコースティックバージョンの曲群をシリーズとして1年に渡ってリリースを行った。
2022年4月には待望のニュー・アルバム『Ghostlight』をリリースしている。
アルバムからのシングルとビデオはラジオやネット、テレビでも多く放送された。「Carnival of Rust」は2006年に最も多く流れたフィンランドの曲とされ、「Dreaming Wide Awake」と「Cradled in Love」は国営放送のラジオとテレビで数週間にわたってトップソングに入り続けた。
大ヒットしたゲームソフト『Alan Wake』、『Alan Wake's American Nightmare』、『Control』、『Alan Wake 2』ではゲーム内の架空のバンド「Old Gods of Asgard」として演奏した完全新曲が注目された。

## ディスコグラフィ

### アルバム

#### スタジオアルバム
- Signs of Life（2005）
- Carnival of Rust（2006）
- Revolution Rourette（2008）
- Twilight Theater（2010）
- Temple of Thought（2012）
- Jealous Gods（2014）
- Clearview（2016）
- Ultraviolet（2018）
- Ghostlight（2022）

#### ベストアルバム
- Alchemy Vol.1（2011）

#### ライヴアルバム
- Live in Moscow（2013）
- Alexander Theatre Sessions（2020）

#### DVD
- Live in Moscow（2013）

## 受賞歴
2004年
- Game Audio Network Guild Awards - 最優秀オリジナル・ヴォーカル楽曲賞（「Late Goodbye」）[19]
- Ylex's Best of 2004 - フィンランド最優秀新人賞[20]

2005年
- Musiikki & Media Events - 2005年度最優秀新人賞[21]

2006年
- NRJ Radio Awards - 最優秀新人賞[22]
- Emma Awards - 最優秀新人賞、最優秀デビュー・アルバム賞[23]
- MTVヨーロッパ・ミュージック・アワード - フィンランド最優秀賞[24]
- The Voice - 2006最優秀ミュージック・ビデオ賞（「Carnival of Rust」）[25]
- YLE視聴者賞 - オールタイム最優秀ミュージック・ビデオ賞（「Carnival of Rust」）[26]

2007年
- NRJ Radio Awards - フィンランド最優秀バンド賞[27]
- Muuvi Awards - Bronze Muuvi Award、Muuvi People's Choice Award（「Carnival of Rust」）[28]

## レメディー・エンターテインメントとの関係
バンドのヴォーカルであるマルコ・サーレストと、レメディーエンターテインメントのクリエイティブ・ディレクターとして知られるサム・レイクの交友関係から数多くの作品でコラボレーションを行っている。
特に「Alan Wake」シリーズ及び「Control」では、ゲーム内の架空のバンドであるオールド・ゴッズ・オブ・アースガルズ（Old Gods of Asgard）としてゲームの内容に密接な関わりを持ち、ゲーム内に実際のバンドメンバーが登場している。
2023年12月には、「Alan Wake 2」が8部門でノミネートされ、3部門を受賞したビデオゲームの式典「The Game Awards」でライブパフォーマンスを行った。
以下、ゲーム内で使用された楽曲リストである。
| ゲームタイトル                                 | 提供楽曲 |
| 「Max Payne 2: The Fall of Max Payne」（2003） | 「Late Goodbye」 |
| 「Alan Wake」（2010）                          | 「Children of the Elder God」（Old Gods of Asgard） 「The Poet and the Muse」（Old Gods of Asgard） 「War」                                                   |
| 「Death Rally」（2011）                        | 「Can You Hear Me」 |
| 「Alan Wake's American Nightmare」（2012）     | 「Balance Slays the Demon」（Old Gods of Asgard） 「The Happy Song」                                                                                          |
| 「Quantum Break」（2016）                      | 「The Labyrinth」※諸事情によりゲーム内に収録出来なかった事がサム・レイクによって明かされた。                                                                  |
| 「Control」（2019）                            | 「Take Control」（Old Gods of Asgard） 「My Dark Disquiet」                                                                                                   |
| 「Alan Wake 2」（2023）                        | 「Herald of Darkness」（Old Gods of Asgard） 「Anger's Remorse」（Old Gods of Asgard） 「Dark Ocean Summoning」（Old Gods of Asgard） 「Heroes and Villains」 |

### オールド・ゴッズ・オブ・アースガルズ（Old Gods of Asgard）
「Alan Wake」で初登場した架空のヘビーメタルバンド。
2023年12月には、これまでゲーム内で登場した楽曲と未発表曲1曲を加えたベストアルバム「Rebirth - Greatest Hits」がリリースされ、12月8日付のiTunesアルバムチャートでは、全世界で4位。フィンランド国内では1位を記録。フィンランド国内の公式アルバムチャートでも初登場1位を獲得した。

#### 来歴（設定）
アンダーソン兄弟によるヘビーメタルバンド「オールド・ゴッズ・オブ・アースガルズ」は、1971年に結成。北欧神話にちなんだ壮大なテーマの楽曲を制作し、1978年までに6枚のアルバムをリリースするも、7作目を前に長年連れ添ったメンバーであるボブを病で失った悲しみからバンドは解散してしまう。

#### メンバー（設定）
- オーディン・アンダーソン（ヴォーカル、ギター、ベース、作詞・作曲） - 演：マルコ・サーレスト
- トール・アンダーソン（ドラムス） - 演：マルクス・“キャプテン”・カーロネン
- ファット・ボブ・バルダー（ギター、ベース） - 演：オッリ・トゥキアイネン
- ロキ・ダーケンス（ギター）※2ndアルバム発表後に脱退[38]